# Mahamaya Nagar (distrikt)
Mahamaya Nagar (hindi: महामायानगर ज़िला, urdu: مہامایا نگر ضلع) tidligere Hathras er et distrikt i den indiske delstat Uttar Pradesh. Distriktets hovedstad er Hathras. 

## Demografi
Ved folketællingen i 2011 var der 1.565.678 indbyggere i distriktet, mod 1.336.031 i 2001. Den urbane befolkningen udgør 21,31 % af befolkningen.
Børn i alderen 0 til 6 år utgjorde 15,35 % i 2011 mod 19,09 % i 2001. Antallet af piger i den alder per tusinde drenge er 886 i 2011.